# Rodeiro
Pour l’article homonyme, voir Rodeiro (Minas Gerais).
Rodeiro est une commune de la province de Pontevedra en Espagne située dans la communauté autonome de Galice.
La commune est située sur le Camino de Invierno, un des chemins secondaires du pèlerinage de Saint-Jacques-de-Compostelle qui commence à Ponferrada.